# اضطرابات أورومتشي في يوليو 2009

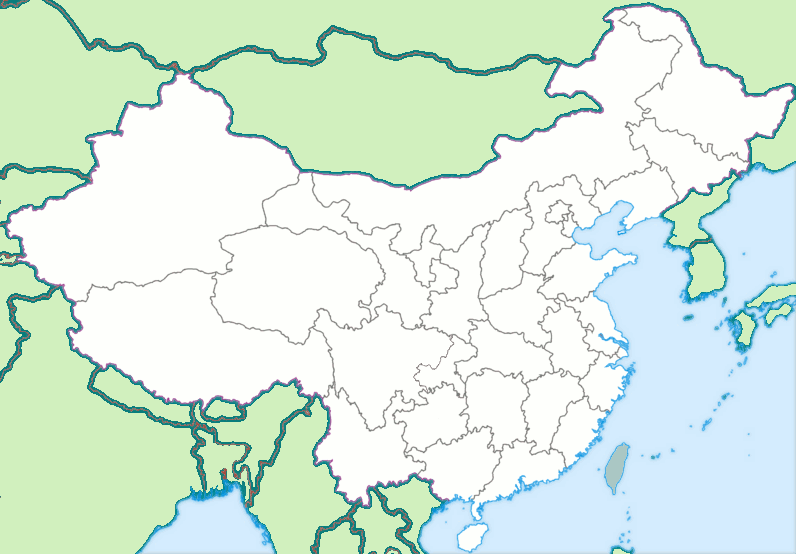
منطقة أورومتشي في خارطة الصين

يوم 5 يوليو 2009 اشتعلت اضطرابات عرقية في أورومتشي عاصمة منطقة سنجان في الشمال الغربي من جمهورية الصين الشعبية. بين الأويغور وقومية الهان، أسفرت عن أكثر من 150 قتيلا و816 جريحا. تتهم فيها السلطات الأويغور بأعمال الشغب، بينما يؤكد المسلمون تدخل قوات الأمن فيها ضدهم لصالح الهان.

## سوابق
يشكو مسلمو الإيجور بجانب ما يصفونه بممارسات القمع الديني والسياسي ضدهم من تدفق المهاجرين من عرقية الهان؛ حيث يقولون إن ذلك من شأنه طمس ثقافتهم، إضافة إلى تقليل فرصهم في العمل والتعليم. بينما تقول بكين إنهم يمثلون تهديدا إرهابيا خطيرا على إقليم تركستان الشرقية المطالب بالاستقلال.
نزل بعض الطلاب من الاويغور إلى الشارع بشكل سلمي للمطالبة باعتقال المشتبه بضلوعهم في حادث ذي طابع اتني الشهر الماضي في مصنع بجنوب الصين أدى إلى مقتل اثنين من الاويغور، لكن أكثر من الف عنصر من الشرطة الصينية نزلوا إلى الشارع، وبدؤوا بإطلاق النار بشكل عشوائي.
يقول سكان منطقة سنجان وهم ثمانية ملايين من الاويغور انهم يتعرضون لاضطهاد سياسي وثقافي وديني. وعلى غرار سكان التيبت، فانهم يعترضون أيضا على انتقال أشخاص من اتنية هان الصينية إلى سنجان حيث يهيمنون على الحياة السياسية والاقتصادية، كما حمل عليم سيتوف امين عام رابطة الاويغور الأميركية، السلطات الصينية مسؤولية أعمال العنف.

## الأحداث
عشر حافلات على الأقل اضرمت فيها النيران فيما تم قلب عدة سيارات خاصة، اعتقلت الشرطة على اثر ذلك 1434 مشتبهاً بهم في أحداث الشغب بينهم 1379 رجلاً و55 امرأة. وبدأت الشرطة في استجوابهم. تم قطع اتصالات الإنترنت في بعض مناطق أورومتشي من أجل منع الاضطرابات من التوسّع وتفادي انتشار أعمال العنف من الانتقال إلى أماكن أخرى.
اتهم الاويغور المقيمين في المنفى قوات الأمن الصينية بالقيام برد فعل مبالغ به أثناء تفريق تظاهرات سلمية قام بها آلاف الأشخاص وقالوا ان الشرطة أطلقت النار على المتظاهرين عشوائيا.
فرقت في 6 يوليو بالقوة مظاهرة سلمية في مدينة كاشغر شارك فيها 200 شخص على الأقل من الإيغور، وسط أنباء تحدثت عن عثور الأجهزة الأمنية على أدلة تؤكد وجود مخطط لنقل الاحتجاجات إلى مدينتي «يلي» و«آكسو». كما داهمت السلطات الأمنية عددا من المنازل واعتقلت بعض الأشخاص قالت الشرطة إنهم كانوا يخططون لإثارة الاحتجاجات في بلدة داوان التابعة لمدينة أورومشي. كما تم اعتقال أكثر من 1400 شخص شاركوا في المظاهرات والصدامات التي وقعت الأحد بين أقلية الإيغور المسلمة ومجموعة هان العرقية الصينية.
في 7 يوليو تجددت المصادمات بين أقلية الإيغور المسلمة ورجال الشرطة في مقاطعة شنجيانغ الصينية، وخرجت أكثر من 200 امرأة إيغورية إلى شوارع أورومشي كبرى مدن مقاطعة شنغيانغ الواقعة غربي الصين احتجاجا على توقيف أزواجهن إثر الصدامات التي وقعت في المنطقة.
في 12 يوليو أطلقت الشرطة الرصاص على شخصين من الويغور فأردتهما قتيلين وأصابت آخر في أورومتشي. وأعلن مكتب الأمن العام في أورومتشي منع التجمعات والمسيرات والتظاهرات في المدينة التي يقطنها 2,3 مليون شخص.

## ردود الفعل الصينية
تعهد رئيس الحزب الشيوعي الصيني في أورومتشي لي زي بإنزال أقصى العقوبات بالمسؤولين عن أعمال الشغب "الأكثر دموية في الصين منذ قيام الصين الجديدة عام 1949. الحكومة الصينية تريد أن توصل للعالم الخارجي أن الصراع في تركستان الشرقية عبارة عن صراع بين مجموعتين عرقيتين حول قضايا محلية، وأنه لا يتعلق بمطلب بالاستقلال.

## ردود الفعل الدولية
- عبرت منظمة المؤتمر الإسلامي عن قلقها من تدهور الأوضاع في الإقليم ضد السكان من الإيغور المسلمين.
- تركيا أعرب رئيس الوزراء التركي رجب طيب أردوغان أن بلاده تراقب عن كثب الأحداث التي يشهدها الإقليم، معرباً عن القلق البالغ والأسى وعدم الارتياح إزاء هذه الأحداث.[9] ووصف ما يجري في تركستان الشرقية بأنه إبادة جماعية.[10]
- هدد تنظيم القاعدة في المغرب الإسلامي بالتعرض للعمال الصينيين في شمال أفريقيا انتقامًا للاويجور الذين قتلوا.[11]

## وصلات خارجية
- Ehnic clashes in Uumqi صور الاشتباكات قوات الأمن، الهان، والإويغو.